# 袁强
袁强（1955年—）江苏南通人，中国人民解放军空军少将。

## 生平
1955年，袁强出生。他是南通滨海园区人。中国共产党党员。1973年入伍。毕业于中国人民解放军空军工程大学航空工程专业。曾任济南军区空军装备部副部长，北京军区空军装备部党委书记、部长。2011年6月，任中国人民解放军空军装备部副部长，同年12月升任部长。2013年，当选第十二届全国人民代表大会解放军代表。
2005年7月晋升空军少将军衔。